# Acrobates
Acrobates is een geslacht van buideldieren uit de familie der vliegende buidelmuizen (Acrobatidae). De wetenschappelijke naam van het geslacht werd in 1818 gepubliceerd door Anselme Gaëtan Desmarest.

## Soorten
Acrobates werd lang als een monotypisch geslacht beschouwd met als enige soort de vliegende buidelmuis (Acrobates pygmaeus), maar sinds 2015 wordt een tweede soort erkend: Acrobates frontalis.
Er worden 2 soorten in dit geslacht geplaatst:
- Acrobates frontalis (de Vis, 1887)
- Acrobates pygmaeus (Shaw, 1794) – Vliegende buidelmuis